# Fangjia (socken i Kina, Hunan)
Fangjia (kinesiska: 方家, 方家乡) är en socken i Kina. Den ligger i provinsen Hunan, i den södra delen av landet, omkring 390 kilometer väster om provinshuvudstaden Changsha.
Genomsnittlig årsnederbörd är 1 671 millimeter. Den regnigaste månaden är maj, med i genomsnitt 276 mm nederbörd, och den torraste är december, med 46 mm nederbörd.